# Памятник кинокамере
Па́мятник кинока́мере — одна из достопримечательностей Москвы, установленная в 2001 году на Аллее славы российского кинематографа, расположенной на Мосфильмовской улице 8, рядом со зданием Мосфильма.

## История
Памятник кинокамере скульптора А. Рослякова был установлен в 2001 году на возвышенности Аллеи славы российского кинематографа — подобия голливудской «Аллеи славы». Скульптурная композиция стала своеобразным началом аллеи.
Идея о создании памятника появилась во время проведения международного кинофестиваля в Москве летом 2001 года.
Аналог памятника кинокамере, установленный на постаменте, находится перед входом во Всероссийский государственный университет кинематографии имени С. А. Герасимова. В состав этой композиции также включён осветительный прибор.

## Описание
Композиция памятника довольно интересна. На одном штативе друг на дружке установлены три кинокамеры различных времён, в том числе эпохи Братьев Люмьер. Площадка вокруг скульптуры вымощена плиткой с цементными вставками в виде отпечатков рук знаменитых российских актёров и режиссёров. Первым оставил свой «след» Никита Сергеевич Михалков.